# Izbuc
Izbuc (alte denumiri: izvor vaucluzian, exurgență, resurgență, galgoi, bigar) este locul unde țâșnește, sub presiune, apa unui râu subteran, specific zonelor carstice, sub forma unui izvor care își aduce apele la suprafață printr-o galerie în formă de "U" formând un mic lac la capătul ramurii ascendente. El funcționează pe principiul sifonului: apa adunată într-un gol carstic iese brusc la suprafață în momentul când atinge nivelul cotului sifonului.
Emergența cu debit puternic, de obicei virulentă, a unui izvor ascendent, specifică regiunilor cu roci foarte permeabile se mai numește și exurgență. Dacă exurgența este intermitentă, cu debit fluctuant, se numește și resurgență.
În funcție de tipul descărcării, izbucurile se clasifică astfel:
- izbucuri temporare,
- izbucuri permanente sau perene,
- izbucuri intermitente.

Izbucul este și locul de ieșire a apei unui pârâu sau râu subteran ce curge pe un canal carstic a cărui proveniență nu este cunoscută. De aceea, monitorizarea izbucurilor oferă informații importante despre structura și funcționarea acviferelor carstice.